# Liste der Naturdenkmale in Sindelfingen
| Naturdenkmale | Anzahl |
| ------------- | ------ |
| FND           | 23     |
| END           | 33     |
| Gesamt        | 56     |

Die Liste der Naturdenkmale in Sindelfingen nennt die verordneten Naturdenkmale (ND) der im baden-württembergischen Landkreis Böblingen liegenden Stadt Sindelfingen. In Sindelfingen gibt es insgesamt 46 als Naturdenkmal geschützte Objekte, davon 23 flächenhafte Naturdenkmale (FND) und 23 Einzelgebilde-Naturdenkmale (END).
Stand: 24. März 2020.

## Flächenhafte Naturdenkmale (FND)
| Name                                                    | Bild           | Kennung     | Einzelheiten            | Position | Fläche Hektar | Datum         |
| ------------------------------------------------------- | -------------- | ----------- | ----------------------- | -------- | ------------- | ------------- |
| Feuchtbiotop am Diebskarrenbach                         | weitere Bilder | 81150450033 | Sindelfingen            | ⊙        | 1,1           | 17. Nov. 1992 |
| Feuchtbiotop Mönchsbrunnenried                          | weitere Bilder | 81150450032 | Sindelfingen            | ⊙        | 2,2           | 17. Nov. 1992 |
| Feuchtbiotop Spitzbaierin                               | weitere Bilder | 81150450021 | Sindelfingen            | ⊙        | 4,5           | 17. Nov. 1992 |
| Geologischer Aufschluß Burghalden                       | weitere Bilder | 81150450036 | Sindelfingen            | ⊙        | 0,0           | 17. Nov. 1992 |
| Halbtrockenrasen Eichelberg                             | weitere Bilder | 81150450050 | Sindelfingen-Darmsheim  | ⊙        | 1,8           | 17. Nov. 1992 |
| Halbtrockenrasen (mit 3 Linden) u. Linden-, Pappelallee | weitere Bilder | 81150450047 | Sindelfingen            | ⊙        | 1,7           | 17. Nov. 1992 |
| Halbtrockenrasen Muld                                   | weitere Bilder | 81150450053 | Sindelfingen-Darmsheim  | ⊙        | 0,7           | 17. Nov. 1992 |
| Halbtrockenrasen Nördlicher Hornberg                    | weitere Bilder | 81150450052 | Sindelfingen-Darmsheim  | ⊙        | 3,5           | 17. Nov. 1992 |
| Halbtrockenrasen Südlicher Hornberg                     | weitere Bilder | 81150450051 | Sindelfingen-Darmsheim  | ⊙        | 2,5           | 17. Nov. 1992 |
| Halbtrockenrasen und Hohlweg Wacholder                  | weitere Bilder | 81150450054 | Sindelfingen, Grafenau  | ⊙        | 1,8           | 17. Nov. 1992 |
| Hangquellwiese Zweibrunnhau                             | weitere Bilder | 81150450056 | Sindelfingen            | ⊙        | 0,3           | 17. Nov. 1992 |
| Lindenallee an der Lindenstraße (76 Linden)             | weitere Bilder | 81150450055 | Sindelfingen            | ⊙        | 0,6           | 17. Nov. 1992 |
| Pflanzenstandort Kaufwald                               | weitere Bilder | 81150450012 | Sindelfingen            | ⊙        | 1,7           | 17. Nov. 1992 |
| Pflanzenstandort u. Feuchtbiotop Östl.Freßberg          | weitere Bilder | 81150450034 | Sindelfingen            | ⊙        | 2,0           | 17. Nov. 1992 |
| Pflanzenstandort u. Feuchtbiotop Westl.Freßberg         | weitere Bilder | 81150450035 | Sindelfingen            | ⊙        | 4,7           | 17. Nov. 1992 |
| Steinbruch Auf der Burg (nördl. Teil)                   |                | 81150450038 | Sindelfingen, Grafenau  | ⊙        | 1,5           | 17. Nov. 1992 |
| Steinbruch Dagersheimer Berg                            | weitere Bilder | 81150030047 | Böblingen, Sindelfingen | ⊙        | 0,8           | 10. Nov. 1992 |
| Steinbruch Dagersheimer Berg                            | weitere Bilder | 81150450046 | Böblingen, Sindelfingen | ⊙        | 4,3           | 17. Nov. 1992 |
| Steinbruch Körner                                       | weitere Bilder | 81150450022 | Sindelfingen            | ⊙        | 2,4           | 17. Nov. 1992 |
| Vogelschutzgehölz Im Pflästerle                         | weitere Bilder | 81150450042 | Sindelfingen            | ⊙        | 0,3           | 17. Nov. 1992 |
| Zinne am Steinbruch Darmsheim                           | weitere Bilder | 81150450044 | Sindelfingen            | ⊙        | 0,4           | 17. Nov. 1992 |
| 3 Brunnen u. Rotbuche am Hummelrain                     | weitere Bilder | 81150450013 | Sindelfingen            | ⊙        | 0,4           | 17. Nov. 1992 |
| Legende für Naturdenkmal                                |                |             |                         |          |               |               |

## Einzelgebilde (END)
| Name                                 | Bild           | Kennung     | Einzelheiten                                         | Position | Fläche Hektar | Datum         |
| ------------------------------------ | -------------- | ----------- | ---------------------------------------------------- | -------- | ------------- | ------------- |
| Blutbuche Seestraße                  | weitere Bilder | 81150450007 | Sindelfingen                                         | ⊙        | 0,0           | 17. Nov. 1992 |
| Dicke Eiche im Mietholz              | weitere Bilder | 81150450043 | Sindelfingen                                         | ⊙        | 0,0           | 17. Nov. 1992 |
| Eiche auf der Burghalde              | weitere Bilder | 81150450005 | Sindelfingen                                         | ⊙        | 0,0           | 17. Nov. 1992 |
| Eiche auf der Schafweide             | weitere Bilder | 81150450028 | Sindelfingen                                         | ⊙        | 0,0           | 17. Nov. 1992 |
| Eiche im Hochberg                    | weitere Bilder | 81150450017 | Sindelfingen                                         | ⊙        | 0,0           | 17. Nov. 1992 |
| Eiche im Hochberg                    | weitere Bilder | 81150450018 | Sindelfingen                                         | ⊙        | 0,0           | 17. Nov. 1992 |
| Elsbeere am Allmendswäldleweg        | BW             | 81150450030 | Sindelfingen                                         | ⊙        | 0,0           | 17. Nov. 1992 |
| Esche an der Leonberger Straße       | weitere Bilder | 81150450003 | Sindelfingen                                         | ⊙        | 0,0           | 17. Nov. 1992 |
| Forche an der Steinbruchallee        | weitere Bilder | 81150450023 | Sindelfingen                                         | ⊙        | 0,0           | 17. Nov. 1992 |
| Forche an der Steinbruchallee        | weitere Bilder | 81150450024 | Sindelfingen                                         | ⊙        | 0,0           | 17. Nov. 1992 |
| Forchenzwilling im Hochberg          | weitere Bilder | 81150450020 | Sindelfingen                                         | ⊙        | 0,0           | 17. Nov. 1992 |
| Kaufwaldeiche                        | weitere Bilder | 81150450011 | Sindelfingen                                         | ⊙        | 0,0           | 17. Nov. 1992 |
| Linde, genannt Hoher Baum            | weitere Bilder | 81150450039 | Sindelfingen                                         | ⊙        | 0,0           | 17. Nov. 1992 |
| Ochsenwaldeiche                      | weitere Bilder | 81150450015 | Sindelfingen                                         | ⊙        | 0,0           | 17. Nov. 1992 |
| Pfarrlinde an der Ziegelstraße       | weitere Bilder | 81150450001 | Sindelfingen                                         | ⊙        | 0,0           | 17. Nov. 1992 |
| Weißbuche Maichinger Friedhof        | weitere Bilder | 81150450041 | Sindelfingen                                         | ⊙        | 0,0           | 17. Nov. 1992 |
| Weißtanne an der Trettachstraße      | weitere Bilder | 81150450027 | Sindelfingen                                         | ⊙        | 0,0           | 17. Nov. 1992 |
| 2 Eichen im Spitzholz                | weitere Bilder | 81150450026 | Sindelfingen                                         | ⊙        | 0,0           | 17. Nov. 1992 |
| 2 Linden bei der Klostergartenschule | weitere Bilder | 81150450002 | Sindelfingen 1 Linde im Jan. 2018 gefällt            | ⊙        | 0,0           | 17. Nov. 1992 |
| 3 Eichen am Herrenwäldle             | weitere Bilder | 81150450006 | Sindelfingen 1 Eiche durch Sturm Burglind entwurzelt | ⊙        | 0,0           | 17. Nov. 1992 |
| 3 Eichen im Eichgern                 | weitere Bilder | 81150450014 | Sindelfingen                                         | ⊙        | 0,0           | 17. Nov. 1992 |
| 4 Kastanien beim Wasserbehälter      | weitere Bilder | 81150450040 | Sindelfingen                                         | ⊙        | 0,0           | 17. Nov. 1992 |
| Legende für Naturdenkmal             |                |             |                                                      |          |               |               |

## Ehemalige Naturdenkmale
Die folgenden Naturdenkmale gibt es nicht mehr.
| Name                                     | Bild | Kennung     | Einzelheiten                                          | Position | Fläche Hektar | Datum         |
| ---------------------------------------- | ---- | ----------- | ----------------------------------------------------- | -------- | ------------- | ------------- |
| Eiche am Schafweideweg                   | BW   | 81150450029 | Sindelfingen, existiert nicht mehr                    | ⊙        | 0,0           | 17. Nov. 1992 |
| Esche im Hochberg                        | BW   | 81150450019 | Sindelfingen, existiert nicht mehr                    | ⊙        | 0,0           | 17. Nov. 1992 |
| Lärche am Seehauweg                      | BW   | 81150450008 | Sindelfingen, existiert nicht mehr                    | ⊙        | 0,0           | 17. Nov. 1992 |
| Linde am Bruckenberg                     | BW   | 81150450045 | Sindelfingen, existiert nicht mehr                    | ⊙        | 0,0           | 17. Nov. 1992 |
| Linde am Rheinsträßle                    | BW   | 81150450048 | Sindelfingen, existiert nicht mehr                    | ⊙        | 0,0           | 17. Nov. 1992 |
| Mostbirnbaum an der Arthur-Gruber-Straße | BW   | 81150450037 | Sindelfingen, existiert nicht mehr                    | ⊙        | 0,0           | 17. Nov. 1992 |
| Rotbuche am Fuchsberg                    | BW   | 81150450010 | Sindelfingen, existiert nicht mehr                    | ⊙        | 0,0           | 17. Nov. 1992 |
| Weißtanne im Hochberg                    | BW   | 81150450016 | Sindelfingen, existiert nicht mehr                    | ⊙        | 0,0           | 17. Nov. 1992 |
| Winterlinde am Fuchsberg                 | BW   | 81150450009 | Sindelfingen, existiert nicht mehr                    | ⊙        | 0,0           | 17. Nov. 1992 |
| Winterlinde im Spitzholz                 | BW   | 81150450025 | Sindelfingen, existiert nicht mehr                    | ⊙        | 0,0           | 17. Nov. 1992 |
| Wucherungen-Buche in der Winterhalde     |      | 81150450057 | Sindelfingen Unvollständiger Eintrag ohne Koordinaten | ???      | 0,0           | 17. Nov. 1992 |
| Legende für Naturdenkmal                 |      |             |                                                       |          |               |               |